# Удмуртский Лоллез
Удмуртский Лоллез (удм. Удмурт Лоллэӟ) — деревня в Увинском районе Удмуртии, входит в состав Петропавловского сельского поселения.

## География
Деревня находится на расстоянии 38 км к юго-востоку от посёлка Ува, административного центра района, и 49 км к юго-западу от города Ижевск, административного центра республики.

### Часовой пояс
Деревня Удмуртский Лоллез, как и вся Удмуртская Республика, находится в часовой зоне МСК+1. Смещение применяемого времени относительно UTC составляет +4:00.

## Население
| 2010 | 2012 |
| ---- | ---- |
| 17   | ↗22  |

## Улицы
В деревне имеется одна улица — Дачная.